# コカ城
コカ城（Castillo de Coca）はスペイン、カスティーリャ・イ・レオン州、セゴビア県、コカに位置する15世紀建造の城塞。スペインのゴシック＝ムデハル建造物では最も保存状態の良好なもののひとつである。所有者はアルバ公爵家で、2054年までスペイン農業省に貸与されている。

## 位置
ボルトージャ川の蛇行部にある集落のはずれの急斜面に位置する。建物の周囲には、幅が広く、深い堀がめぐらせてある。

## 構造
15世紀の建造で、建物のみならず装飾も主要部分は煉瓦が使われており、石灰岩は狭間部分、中庭の列柱や、その他の装飾に使われている。
防御構造は、堀と塔のある2つの城壁の3つの部分から構成されている。堀にかけられた橋を通ると第1の城壁内に入り、そこには中鉄格子の扉が据えてあり、そこを通ると中庭に出る。
建物の1階部分は四角で、角部分にある大きな4つの塔によって挟まれた形になっており、塔の内部には狭い煉瓦製の螺旋階段となっており、各階と、礼拝堂、中庭、その他の階をつないでいる。武器庫は多彩な色のモザイクを使用した幾何学文様のゴシック式リブのヴォールトを備えている。塔からはクエジャルやイスカルの城がはるか遠くに望むことができる。
中庭への入り口を守る塔はペドロ・マタの塔と名付けられ、城の主塔と同様の大きさである。

## 歴史

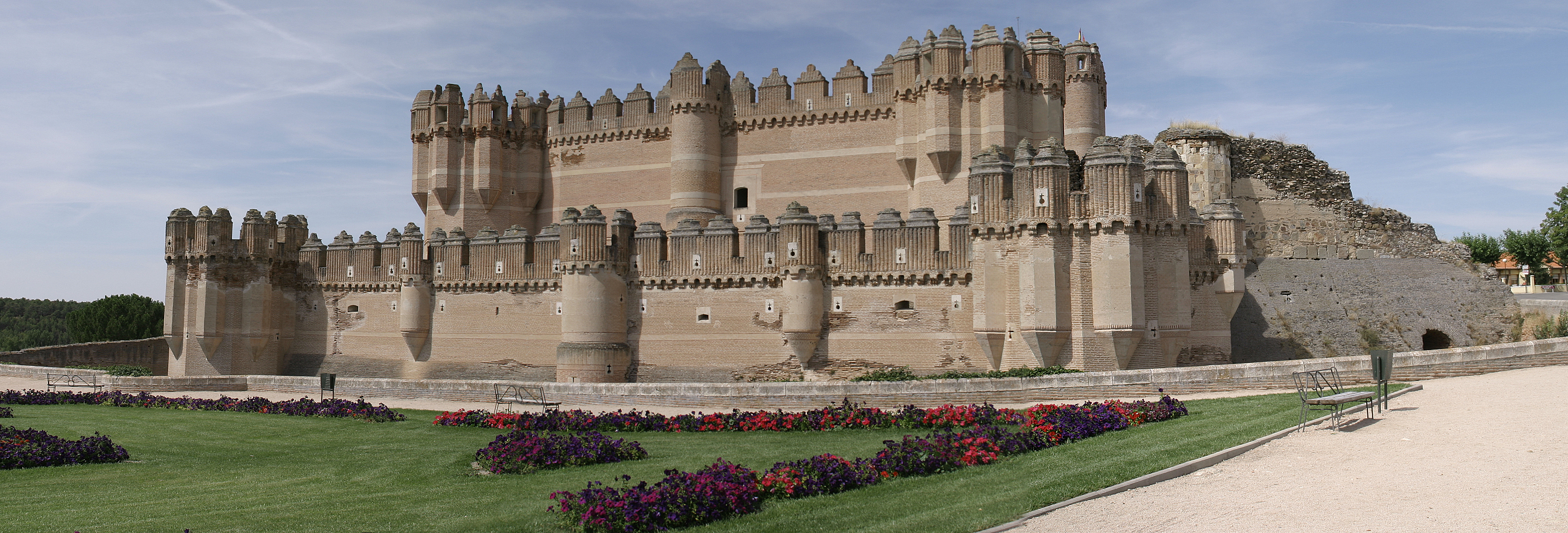
コカ城全景

コカの村はカスティーリャ王室領に属していたが、1439年初代サンティジャーナ侯爵（Marqués de Santillana）イニゴ・ロペス・デ・メンドーサに与えられ、その後アビラ司教で後にセビリア大司教に叙任されたアロンソ・デ・フォンセカの手に渡り、1453年城の建設を認める国王認可状が下された。その後後継者に指名されたアロンソ・デ・フォンセカ・イ・アセベードによって、1473年に城の建設が命じられが、様々な人々、とりわけイサベル王女（後のイサベル1世）とフランス国王ルイ11世の弟ベリー公との間の結婚を提案するためにカスティーリャ王国を訪れたフランス人枢機卿ジャン・ジュフロワなどが訪れ、盛大なパーティーがしばしば行われたため、居館へと改装された。また、モヤ女侯爵ベアトリス・デ・ボバディージャも城を訪れている。
1504年にはアントーニオ・デ・フォンセカの所有となり、その後叔父によって引き留められた婚約者、マリーア・デ・フォンセカの救出を試みた、セネーテ侯爵による攻撃に対する防御のための大規模な改装が行われた。1521年アントーニオ・デ・フォンセカによって実行されたメディーナ・デル・カンポの放火に対する報復でコムニダーデス反乱軍により攻撃が企図されたものの、反乱軍は城自体には近づくことができず、アラエッホス近郊にある要塞を破壊した。
17世紀には城内に、アンダルシーア王を宣したことを咎められたメディナ＝シドニア公ガスパール・ペレス・デ・グスマンが囚われた。19世紀に城は、フォンセカ一族から売却されてアルバ公爵家の手に移った。1931年歴史的文化財に指定され、1954年には100年に1日足らない期間でスペイン農業漁業食糧省に貸与されることとなり、1956年から1958年にかけて森林研修学校の宿泊施設のための改修が行われた。1994年にはテレビション・エスパニョーラのコンテスト番組「ラ・ノーチェ・デ・ロス・カスティージョス」（La noche de los castillos、城の夜の意）で使われた。